# 신해솔
신해솔(2004년 11월 8일 ~ )은 대한민국의 가수이다.

## 방송
- 싱어게인3 (2023) - 4위
- 아는형님 (2024)- 싱어게인 3 TOP 7편

## 음반
- 현진영 프로젝트/ 웹드라마 '탑승연애' OST (2022)
- 영화 낭만 캠퍼스 OST (2023)
- 현진영 프로젝트 / Just Attention (2023)
- 싱어게인3 - 무명가수전 Episode.1 (2023)
- 싱어게인3 - 무명가수전 Episode.10 (2023)